# Gottfried Carl Freitag
Gottfried Carl Freitag, auch Gottfried Karl Freytag (* 5. Januar 1794 in Schweinitz; † 28. Januar 1872 in Cölln), war ein deutscher evangelisch-lutherischer Pfarrer und Autor.

## Leben und Wirken
Nach dem Besuch der Landesschule Pforta und einer theologischen Ausbildung an der Universität Wittenberg und dem Predigercolleg Leipzig mit Magisterabschluss wurde Freitag 1817 Nachmittagsprediger an der Universitätskirche in Leipzig. 1822 ging er nach Meißen, wo er zunächst Diakon und 1841 Archidiakon an der Stadt- und Marienkirche (Frauenkirche) wurde. Seine Emeritierung erfolgte 1864.

## Publikationen
- Predigt am Sonntage Palm. 1825 bei der Confirmationsfeier. Meißen, 1825.
- Carmina votiva Portae inter solemnia natalitia. Leipzig, 1843.
- Conjecturarum in Theocriti carmen I. lusus otiosi. Meissen, 1864.